# Episodi di Tyler Perry's Young Dylan (quinta stagione)
Il 3 luglio 2024 Nickelodeon rinnova Tyler Perry's Young Dylan per una quinta stagione da 13 episodi. La stagione va in onda negli Stati Uniti dal 18 dicembre 2024 su Nickelodeon.
In Italia è inedita.
| n° | Codice di prod. | Titolo originale           | Titolo italiano | Prima TV USA     | Prima TV Italia |
| -- | --------------- | -------------------------- | --------------- | ---------------- | --------------- |
| 1  | 501             | The Wrap Battle            |                 | 18 dicembre 2024 |                 |
| 2  | 513             | Red Tails                  |                 | 26 febbraio 2025 |                 |
| 3  | 502             | Sharing Is Caring          |                 | 5 marzo 2025     |                 |
| 4  | 503             | Yours, Mine, and Also Mine |                 | 12 marzo 2025    |                 |
| 5  | 504             | Really Young Nova          |                 | 19 marzo 2025    |                 |
| 6  | 506             | Trippin                    |                 | 26 marzo 2025    |                 |
| 7  | 507             | The New Kid                |                 | 2 aprile 2025    |                 |
| 8  | 508             | Star-Crossed Lockers       |                 | 9 aprile 2025    |                 |
| 9  | 509             | Keep It on the DL          |                 | 16 aprile 2025   |                 |
| 10 | 505             | Betting on Booder          |                 | 23 aprile 2025   |                 |
| 11 | 512             | Crush Groove               |                 | 30 aprile 2025   |                 |
| 12 |                 |                            |                 |                  |                 |
| 13 |                 |                            |                 |                  |                 |